# Laurent Foirest
Laurent Foirest (ur. 18 października 1973 roku w Coral Gables na Florydzie) -  francuski koszykarz i olimpijczyk, grający na pozycji rzucającego obrońcy.
Mierzy 197 cm i waży 93 kg.

## Kariera zawodnicza
- 1989–1996 Antibes
- 1996–1999 EB Pau Orthez
- 1999–2003 TAU Ceramica
- 2003–2006 EB Pau Orthez
- 2006-? ASVEL Lyon-Villeurbanne

## Osiągnięcia
Drużynowe
- 5-krotny mistrz Francji
  -  trzy razy z PAU-Orthez (1998, 1999 i 2005)
  -  dwa razy z Olympique Antibes (1991 i 1995)
- zdobywca Pucharu Francji z ASVEL Lyon-Villeurbanne (2008)
- mistrz Hiszpanii i zdobywca Pucharu Króla z TAU Ceramica (2002)

Indywidualne
- MVP ligi francuskiej (1999, 2004)
- Uczestnik meczu gwiazd francuskiej ligi LNB Pro A (1995, 1998, 1999, 2003, 2004, 2008, 2009)

Reprezentacja
- srebrny medalista Igrzysk Olimpijskich w Sydney (2000)
- Lider Eurobasketu w skuteczności rzutów wolnych (2001 – 95,2%%)[1]
- mistrz Europy juniorów (1992)